# Чемпионат России по боксу 2015
Чемпионат России по боксу 2015 года проходил в Самаре с 20 по 29 ноября.

## Медалисты
| Весовая категория | Золото                                               | Серебро                                     | Бронза                                                                                  |
| ----------------- | ---------------------------------------------------- | ------------------------------------------- | --------------------------------------------------------------------------------------- |
| до 49 кг          | Батор Сагалуев Бурятия                               | Бэлик Галанов Московская область, Бурятия   | Иван Абрамов Башкортостан Давид Айрапетян Московская область, Ставропольский край       |
| до 52 кг          | Василий Веткин Самарская область                     | Овик Оганнисян Московская область, Дагестан | Артур Ложников Новосибирская область Вячеслав Ташкараков Новосибирская область          |
| до 56 кг          | Владимир Никитин Белгородская область                | Шахриёр Ахмедов Новосибирская область       | Эртине Дамба Новосибирская область Эдуард Абзалимов Челябинская область                 |
| до 60 кг          | Дмитрий Полянский Белгородская область               | Артур Субханкулов Башкортостан              | Константин Богомазов Москва Габил Мамедов Оренбургская область                          |
| до 64 кг          | Армен Закарян Новосибирская область                  | Григорий Лизуненко ХМАО                     | Алексей Мазур Санкт-Петербург Авак Узлян Московская область                             |
| до 69 кг          | Андрей Замковой Московская область, Хабаровский край | Раджаб Бутаев Дагестан, Ростовская область  | Альберт Карибян Ульяновская область Сергей Собылинский Белгородская область             |
| до 75 кг          | Андрей Ковальчук ХМАО                                | Максим Коптяков ХМАО, Севастополь           | Александр Агафонов Москва Игорь Харитонов Кемеровская область                           |
| до 81 кг          | Георгий Кушиташвили Московская область               | Имам Хатаев Чечня                           | Данил Швед Вологодская область Тимур Пирдамов Самарская область                         |
| до 91 кг          | Садам Магомедов Владимирская область, Дагестан       | Алексей Егоров Калужская область            | Сергей Калчугин Москва Ислам Текеев Московская область, Карачаево-Черкесия              |
| свыше 91 кг       | Максим Бабанин Волгоградская область                 | Магомед Омаров Московская область, Дагестан | Артём Суслёнков Волгоградская область Андрей Афонин Московская область, Курская область |